# Antonio Preciado
Antonio Preciado Bedoya (Esmeraldas,  21 de mayo de 1941) es un poeta, exembajador, exministro, humanista y catedrático universitario ecuatoriano. Hijo de Víctor Preciado Cortés (de origen colombiano) y Felisa Bedoya Esterilla (de origen esmeraldeño).

## Biografía
El hogar cuando él tenía pocos años de edad y lo dejó junto a su madre y sus 4 hermanos. En su niñez tuvo que lidiar con varias adversidades, como fue la pobreza. Con el paso del tiempo logró terminar los estudios primarios, para empezar a cruzar los estudios secundarios, en el Colegio 5 de Agosto; de la ciudad de Esmeraldas. Cuando obtuvo el título de bachiller, se trasladó a la ciudad de Quito para ingresar a la Pontificia Universidad Católica del Ecuador, en la cual escogió la Facultad de Ciencias Políticas y Económicas, carrera la cual logró terminar, obteniendo el título de Licenciatura, Licenciado.
Debido a los logros obtenidos como poeta, es considerado como uno de los máximos exponentes de la poesía esmeraldeña junto a Nelson Estupiñán Bass.
Sus participaciones internacionales, han captado la atención del periodista argentino, Modesto López, quien realizó un documental sobre su trayectoria.  Por parte de su pueblo natal, ha sido objeto de ovaciones, pues es considerado como un "Valuarte de Lucha".

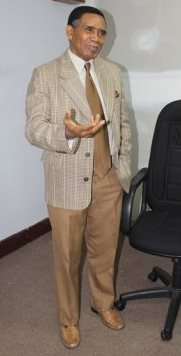
Antonio Preciado durante una entrevista en mayo de 2010

### Infancia
Antonio Preciado nació el 21 de mayo de 1941, en el hogar de Vicente Preciado y Felisa Bedoya, siendo el cuarto de cinco hijos. Ambos padres tenían ascendencia colombiana, debido a que en ese tiempo un alto porcentaje de familias esmeraldeñas estaban vinculadas a familias del sur de Colombia, la causa de este fenómeno era la ausencia de carretera viables que integraran las provincias al resto del país, motivo que forzaba a los habitantes, a movilizarse por río y mar, lo que generaba como efecto, una gran familia conformada por regiones fronterizas; relación que actualmente se mantiene. Vivía en una casa de caña con techo de paja; ubicada en "Barrio Caliente", junto a su madre y sus cuatro hermanos, su padre los había abandonado.  Él acostumbraba leer acostado a la luz de un mechero de candil, porque la pobreza no le permitía gozar de la energía eléctrica que había en otros hogares. Las carencias se eran notables en su hogar; sin embargo, no fue motivo suficiente para evitar su progreso. Empezó a vender periódicos y billetes de lotería. Luego consiguió empleo como "aguatero", que consisistía en dar de beber a los estibadores que trabajaban en los embarques de banano. El aguatero iba con un balde y un jarro, dispuesto a acudir al llamado de los estibadores. Posteriormente, ascendió a cargador y mientras llevaba cabezas de plátano, sus compañeros de colegio; de raza mestiza o blanca, contaban lo que él junto con sus amigos cargaban. Su madre trabajaba arduamente, y él junto con todos sus hermanos, contribuían para poder llevar el sustento a la casa. Esa situación lo motivó a esforzarse para progresar y tener un futuro próspero. Su abuela materna; Francisca, fue quien se encargó de relacionarlo con la tradición negra y hacerle conocer sus antepasados, gracias a su intervención, es que Antonio Preciado logró, literalmente: "correr por sus venas la sangre de sus antepasados", y de este modo, respetar toda esa riqueza cultural. También consolidó la permanencia de los valores de la negritud en él. Con ella asistía a "chigualos" y "arruyos", a ceremonias y celebraciones religiosas.

### Estudios
Durante su niñez y ande creó sus primeros poemas. Al mismo tiempo quiere ayudar al progreso de su familia y dándose cuenta de que el cultivo y exportación del banano, estaba en pleno auge y parecía que le permitiría a Esmeraldas escapar del aislamiento y pobreza, empieza a rondar los muelles; donde encuentra su primer oficio: "estibador". Posteriormente se trasladó al Colegio 5 de Agosto; ubicado también en la ciudad de Esmeraldas, colegio en el cual, logró alcanzar el título de Bachiller. Cuando ya era adulto, su deseo de cambiar una sociedad injusta, lo hizo involucrarse en el Partido Comunista, completamente convencido de que los ideales de Marx y de Lenin, eran el único medio viable para lograr su ideal de vida.
Y para concluir sus estudios, realizó se trasladó a la ciudad de Quito para ingresar a la Facultad de Ciencias Políticas y Económicas de la Universidad Católica; en donde obtuvo el título de Licenciado.

## Participaciones internacionales
Antonio Preciado, figura en antologías nacionales y extranjeras. También ha participado en importantes eventos literarios de Norteamérica, Centroamérica, Sudamérica,   Las Antillas, Europa y África. La Unesco, la Universidad de Veracruz y Ediciones Pentagrama produjeron un documental de 70 minutos sobre su vida y su obra;  el cual ya se ha presentado en México,  Ecuador, Nicaragua   y Argentina;  en el también aparecen figuras importantes, como lo son: Ernesto Cardenal, Juan Gelman, Alí Chumacero, Hamlet Lima, entre otros.

## Opiniones de los expertos
Antonio Preciado ha sido objeto de crítica de varios expertos; nacionales e internacionales, en el campo de la Literatura, quienes se han expresado acerca de él, dando a conocer sus criterios:
Esther Bermeo de Crespo, opinó sobre él en 1992:

"Su poesía delata al idealista, al luchador, al hombre de valores profundamente arraigados… Palabra vibrante que responde a la fuerza de la tradición oral que exige cautivar al interlocutor. Poesía variante y dinámica, exponente indiscutible de la poesía negra, su obra trasciende cualquier superficialidad. Su voz tiene lugar destacado en la cultura ecuatoriana y en la universal".

Según Rodrigo Pesantez Rodas, Antonio Preciado es el:

"Poeta de la magia verbal y del acento rítmico. Con viril ternura canta a la mujer amada lo mismo que al orgullo de su raza. La plasticidad de sus metáforas va más allá de la visión poética sumergiéndonos en un cauce de realidades cósmicas. Don de decir las cosas desde afuera limpiándolas de rabia y ternura hacia adentro".

El crítico Hernán Rodríguez Castelo, dijo que:

"Hace ya bastante tiempo que Preciado es la gran voz de la negritud en el Ecuador. Con lenguaje recio y tierno, sustantivo; original y vigoroso en el juego imaginativo; rítmico y musical. Y con una poética enraizada en lo negro -de donde le vienen antiguas sabidurías y resonancias mágicas-, pero generosamente abierta a lo contemporáneo".

En 1979, Hernán Rodríguez Castelo, también dijo que él es:

"Lo más vigoroso del último Preciado es la protesta social. En esta hora en que hay tanto por qué protestar –La protesta es uno de los grandes deberes incumplidos del hombre de América–, estafado, robado, amordazado, pisoteado, torturado, asesinado, el esmeraldeño resulta una de las voces líricas más vibrantes… Y todo ello el canto a las cosas y a la esperanza humana, al amor de mujer y al hombre pisoteado por las botas, con una impresonante voluntad de soledad… Con una terca y alta pasión de humanidad".

Según el poeta francés Paul Eluard, Antonio Preciado tiene:

"Esa arma cargada de futuro”

El poeta Xavier Oquendo Troncoso, señala en el prólogo de uno de sus libros:

“Esta antología personal de Preciado ha sido pensada y repensada, vuelta a mirar cada día por su obsesivo autor que quiere dejar en sus versos el mensaje claro y decidido de una voz exigente y dura consigo mismo, que se ha vuelto a ver en su trabajo poético y se ha halado las costuras de su identidad, de su patria grande, de su raza enorme…”.

## Obras
Son varios los libros que ha escrito; los cuales contienen un sinnúmero de sus poemas y debido a su alta calidad poética; estos libros han sido traducidos al inglés, francés y rumano:
- Jolgorio (Quito, 1961).
- Este hombre y su planeta (1966).
- Más acá de los muertos (Quito, 1966).
- Siete veces la vida (1967).
- Tal como somos (Quito, 1969).
- De sol a sol (Bogotá, 1979).
- Poema húmedo (La Habana, 1981).
- Espantapájaros (La Habana, 1982).
- De ahora en adelante (Quito, 1993).
- Jututo (1996).
- De boca en boca (2005).
- De par en par (2005).

### Antologías
- De sol a sol (Quito, 1992).
- Lírica ecuatoriana contemporánea (Bogotá, 1979).
- Poesía viva del Ecuador (Quito, 1990).
- La palabra perdurable (Quito, 1991).
- Con todos los que soy.(2012).

## Cargos
- Presidente del Núcleo Provincial de Esmeraldas, de la Casa de la Cultura Ecuatoriana “Benjamín Carrión”.
- Director del Área Cultural del Banco Central del Ecuador, Esmeraldas.
- Profesor en la Facultad de Ciencias Administrativas, de la Universidad Técnica “Luis Vargas Torres”, Esmeraldas.
- Rector de la Universidad Técnica Luis Vargas Torres, Esmeraldas (1984 - 1989).[40]
- Representante del Consejo Nacional de Universidades y Escuelas Politécnicas en el Consejo Nacional de Cultura.[40]
- Embajador extraordinario y plenipotenciario del Ecuador ante la Unesco en París (2002 - 2003).[41][42][43]

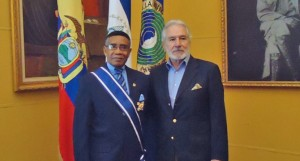
Antonio Preciado recibiendo la condecoración: “José de Marcoleta en el Grado de Gran Cruz”.

- Ministro de Cultura del Ecuador (2007 - 2008).[44][45][46]
- Embajador extraordinario y plenipotenciario del Ecuador en Nicaragua (2008 - 2013).[47][48][49][50][51][52][53][54][55]

## Condecoraciones
- El día martes[56]  30 de julio del 2013,  el Gobierno de Reconciliación y Unidad Nacional; a través del Canciller de Nicaragua: Samuel Santos, entregó al embajador ecuatoriano la condecoración “José de Marcoleta en el Grado de Gran Cruz”; el cual es el máximo galardón con el que se distingue a los diplomáticos por sus méritos en el desempeño de su labor durante su misión en Nicaragua.[48][57][58]

## Premios
- VII Premio Nacional de Poesía "Ismael Pérez Pazmiño" (Diario El Universo de Guayaquil, 1965).[59][60]
- Primer Premio en el Festival Nacional de las Letras (Universidad de Guayaquil, 1967).[59]